# Локальная дзета-функция
Конгруэнц-дзета-функция — прототип для построения важной L-функции Хассе-Вейля, ряд вида
{\displaystyle Z(V,T)=\exp \left(\sum \limits _{k=1}^{\infty }{\frac {N_{k}}{k}}T^{k}\right)},
построенный на последовательности числа точек {\displaystyle N_{k}} аффинного или проективного многообразия {\displaystyle V} в конечных полях.
Локальная дзета-функция {\displaystyle \zeta (X,s)=Z(X,p^{-s})}. Для неё существует аналог гипотезы Римана.

## Определение
Пусть {\displaystyle V} — аффинное или проективное многообразие над конечным полем {\displaystyle \mathbb {F} _{q}}. Конгруэнц-дзета-функция многообразия {\displaystyle V} над {\displaystyle \mathbb {F} _{q}} определяется как формальный степенной ряд
{\displaystyle Z(V/\mathbb {F} _{q},T)=\exp \left(\sum \limits _{k=1}^{\infty }{\frac {N_{k}}{k}}T^{k}\right)},
где {\displaystyle \exp(u)=\sum \limits _{k=0}^{\infty }{\frac {u^{k}}{k!}}}, а {\displaystyle N_{k}} — число точек {\displaystyle V}, лежащих в {\displaystyle \mathbb {F} _{q^{k}}}. Числа {\displaystyle N_{k}} конечны в силу конечности любого аффинного или проективного многообразия конечной размерности над конечным полем.
Локальной дзета-функцией называется функция {\displaystyle \zeta (X,s)=Z(X,p^{-s})}, здесь {\displaystyle p} — характеристика поля {\displaystyle \mathbb {F} _{q}}, {\displaystyle s\in \mathbb {C} } — комплексная переменная.

## Примеры
Возьмем уравнение {\displaystyle x=0}, геометрически это означает, что {\displaystyle V} — это просто точка. В этом случае все {\displaystyle N_{k}=1}. Тогда
{\displaystyle Z(V,t)=\exp \left(\sum \limits _{k=1}^{\infty }{\frac {T^{k}}{k}}\right)=\exp(-\ln(1-T))={\frac {1}{1-T}}}
Пусть {\displaystyle V} — проективная прямая {\displaystyle 0x=0} над {\displaystyle F}. Если {\displaystyle F=\mathbb {F} _{q^{k}}}, то {\displaystyle V} имеет {\displaystyle N_{k}=q^{k}+1} точку: все точки поля и бесконечную точку. Следовательно
{\displaystyle Z(V,T)=\exp \left(\sum \limits _{k=1}^{\infty }{\frac {(qT)^{k}}{k}}+{\frac {T^{k}}{k}}\right)=\exp \left(-\ln(1-qT)-\ln(1-T)\right)={\frac {1}{(1-T)(1-qT)}}}

## Свойства
- {\displaystyle Z(X,T)} представляется в виде бесконечного произведения

{\displaystyle Z(X,T)=\prod \limits _{x}(1-T^{\deg(x)})^{-1},}
где {\displaystyle x} пробегает все замкнутые точки {\displaystyle X}, а {\displaystyle \deg x} — степень {\displaystyle x}. В случае, если {\displaystyle X=V}, которое обсуждалось выше, то замкнутые точки — это классы эквивалентности {\displaystyle x=[P]} точек {\displaystyle P\in {\overline {V}}}, где две точки эквивалентны, если они сопряжены над полем {\displaystyle F}. Степень {\displaystyle x} — это степень расширения поля {\displaystyle F}, порождённого координатами {\displaystyle P}. Тогда логарифмическая производная бесконечного произведения {\displaystyle Z(X,T)} будет равна производящей функции
{\displaystyle N_{1}+N_{2}t^{1}+N_{3}t^{2}+\cdots \,}.
- Если {\displaystyle E} — эллиптическая кривая, то в этом случае дзета-функция равна

{\displaystyle Z(E/\mathbb {F} _{q},T)={\frac {1-2a_{E}T+qT^{2}}{(1-T)(1-qT)}}}
- Если {\displaystyle (\forall k)N_{k}<CA^{k}}, то {\displaystyle Z(T)} сходится в открытом круге радиуса {\displaystyle R=A^{-1}}.

- Если {\displaystyle N_{k}=N_{k}^{(1)}+N_{k}^{(2)}}, причем {\displaystyle Z(T),Z^{(1)}(T),Z^{(2)}(T)} — соответствующие дзета-функции, то {\displaystyle Z(T)=Z^{(1)}(T)Z^{(2)}(T)}.

- Если {\displaystyle N_{k}=\beta _{1}^{k}+...+\beta _{t}^{k}-\alpha _{1}^{k}-...-\alpha _{s}^{k}}, то {\displaystyle Z(T)={\frac {(1-\alpha _{1}T)...(1-\alpha _{s}T)}{(1-\beta _{1}T)...(1-\beta _{t}T)}}}.

## Применение
L-функция Хассе-Вейля определяется через конгруэнц-дзета-функцию следующим образом
{\displaystyle L(V,s)={\dfrac {\zeta (s)\zeta (s-1)}{\prod \limits _{p}Z(V/\mathbb {F} _{p},p^{-s})}}}

## Гипотеза Римана для кривых над конечными полями
Если {\displaystyle C} — проективная неособая кривая над {\displaystyle F}, то можно показать, что
{\displaystyle Z(C,T)={\frac {P(t)}{(1-T)(1-qT)}}\ ,}
где {\displaystyle P(t)} — многочлен степени {\displaystyle 2g}, где {\displaystyle g} — род кривой {\displaystyle C}. Представим
{\displaystyle P(t)=\prod \limits _{i=1}^{2g}(1-\omega _{i}t)\ ,}
тогда гипотеза Римана для кривых над конечными полями утверждает, что
{\displaystyle |\omega _{i}|=q^{1/2}}
Для локальной дзета-функции это утверждение равносильно тому, что вещественная часть корней {\displaystyle \zeta (X,s)} равна {\displaystyle 1/2}.
К примеру, для эллиптической кривой получаем случай, когда существуют ровно 2 корня, и тогда можно показать, что абсолютные значения корня равны {\displaystyle {\sqrt {q}}}. Этот случай эквивалентен теореме Хассе об оценке числа точек кривой в конечном поле.

## Общие формулы для дзета-функции
Из формулы следа Лефшеца для морфизма Фробениуса получается, что
{\displaystyle Z(X,T)=\prod \limits _{i=0}^{2\dim X}\det(1-T\operatorname {Frob} _{q}|H_{c}^{i}({\overline {X}},{\mathbb {Q} }_{\ell }))^{(-1)^{i+1}}.}
Здесь {\displaystyle X} — отделимая схема конечного типа над конечным полем {\displaystyle \mathbb {F} _{q}}, and {\displaystyle \operatorname {Frob} _{q}} — геометрическое действие Фробениуса на {\displaystyle \ell }-адической этальной когомологии с компактным носителем {\displaystyle {\overline {X}}}. Это показывает, что данная дзета-функция является рациональной функцией {\displaystyle T}.